# 레이븐 굿윈
레이븐 굿윈(Raven Goodwin, 1992년 6월 24일 ~ )은 미국의 배우이다.

## 출연 작품
- 찰리야 부탁해 시즌1 (2010)
- 팻 걸즈 (2006)
- 스테이션 에이전트 (2003)
- 러브리 & 어메이징 (2001)